# Berendtimirus
Berendtimirus – wymarły rodzaj chrząszczy z podrzędu wielożernych i rodziny Berendtimiridae. Znany z inkluzji w bursztynie bałtyckim znalezionych w Zatoce Gdańskiej i pochodzących z eocenu.

## Taksonomia i ewolucja
Rodzaj i gatunek typowy opisane zostały po raz pierwszy w 1987 roku przez Josefa R. Winklera. Opisu dokonano na podstawie pojedynczej inkluzji w bursztynie bałtyckim znalezionej w Zatoce Gdańskiej i pochodzącej z eocenu. Okaz ten Winkler odkrył w zbiorach Muzeum Historii Naturalnej w Berlinie opisany jako przypuszczalnie karmazynkowaty („?Lycidae”). Nazwę rodzajową nadano na cześć paleoentomologa, Georga Carla Berendta, twórcy zbioru inkluzji w bursztynie bałtyckim. Epitet gatunkowy oznacza po łacinie „przodek, dziadek”.
Winkler umieścił ten rodzaj w monotypowej rodzinie Berendtimiridae w obrębie Cantharoidea, sugerując bliskie ich pokrewieństwo z rozgniotkowatymi (Omalisidae). W systemie Patrice’a Boucharda z 2011 roku Cantharoidea nie są już wyróżniane, a Berendtimiridae zaliczone zostały do nadrodziny sprężyków. Ponadto w 2018 roku na podstawie molekularnych analiz filogenetycznych rozgniotkowatym obniżono rangę do podrodziny w obrębie sprężykowatych. W 2020 roku kolejnego przedstawiciela rodziny, Retromalisus damzeni, opisał Siergiej Kazancew. Jego okaz jest lepiej zachowany niż B. progenitor i na podstawie jego analizy Kazancew wykluczył przynależność Berendtimiridae do omomiłkowatych i rozgniotkowatych.

## Morfologia
Chrząszcz o spłaszczonym grzbietobrzusznie i wydłużonym ciele długości około 2,5 mm. Wyraźnie szersza niż dłuższa głowa zaopatrzona była w bardzo duże, wyłupiaste oczy złożone, ostre, szerokie i zakrzywione żuwaczki, czteroczłonowe głaszczki szczękowe, krótkie i maczugowate głaszczki wargowe oraz długie, nitkowate, sięgające do ⅔ długości pokryw czułki, zbudowane z jedenastu członów, z których pierwszy jest dłuższy niż u Retromalisus. Przedplecze było wyraźnie szersze niż dłuższe, ale węższe od pokryw. Boki miało wyraźnie rozpłaszczone. Przedni brzeg był lekko wypukły, niemal prosty. Kąty tylne były ostre, krótkie, skierowane ukośnie. Tarczka była kubkowata. Całkowicie nakrywające odwłok, wydłużone i dość szerokie pokrywy miały krótkie żeberka barkowe oddzielające epipleury. Na powierzchni pokryw znajdowało się od siedmiu do dziewięciu rzędów punktów, który na przedzie były okrągławe, a ku tyłowi stawały się bardziej nieregularne, w tyle tworząc siateczkę. Przedpiersie było dłuższe od bioder przedniej pary. Odnóża był cienkie, o wydłużonych biodrach i krętarzach oraz bardzo smukłych udach, tylko w przypadku przedniej pary grubszych od goleni. Stopy budowało pięć członów, z których tylko czwarty był rozszerzony i os spodu głęboko wcięty, pozostałe zaś wąskie. Na spodzie wąskiego odwłoka widocznych było od sześć sternitów (wentrytów).